# Orfeo ed Euridice (Gluck)
Orfeo ed Euridice (versione francese: Orphée et Euridice) è un'opera lirica composta da Christoph Willibald Gluck intorno al mito di Orfeo, su libretto di Ranieri de' Calzabigi. Appartiene al genere dell'azione teatrale, in quanto opera su soggetto mitologico, con cori e danze incorporati. Fu rappresentata per la prima volta a Vienna il 5 ottobre 1762, su impulso del direttore generale degli spettacoli teatrali (Generalspektakeldirektor), conte Giacomo Durazzo, ed aprì la stagione della cosiddetta riforma gluckiana – proseguita con Alceste e Paride ed Elena – con la quale il compositore tedesco ed il librettista livornese (e, insieme a loro, il genovese direttore dei teatri) si proponevano di semplificare al massimo l'azione drammatica, superando sia le astruse trame dell'opera seria italiana, sia i suoi eccessi vocali, e ripristinando quindi un rapporto più equilibrato tra parola e musica. Le danze furono curate dal coreografo italiano Gasparo Angiolini, che si faceva portatore di analoghe aspirazioni di riforma nel campo del balletto, in un'epoca che vide la nascita della nuova forma coreica del "balletto pantomimo" o "ballet d'action".
Dodici anni dopo la prima del 1762, Gluck rimaneggiò profondamente la sua opera per adeguarla agli usi musicali della capitale francese, dove, il 2 agosto 1774, nella prima sala del Palais-Royal, vide la luce Orphée et Euridice, con libretto tradotto in francese, ed ampliato, da Pierre Louis Moline, con nuova orchestrazione commisurata ai più ampi organici dell'Opéra, con parecchia musica completamente nuova, con imprestiti da opere precedenti e con un più largo spazio dato alle danze.
L'opera è passata alla storia come la più famosa tra quelle composte da Gluck, e, nell'una edizione o nell'altra, o, più spesso ancora, in versioni ulteriori, ampiamente e variamente rimodellate, è stata una delle poche opere settecentesche, se non addirittura l'unica non mozartiana, a rimanere sempre, fino ad oggi, in repertorio nei principali teatri lirici del mondo.

## Orfeoe lariforma
L'Orfeo fu il primo lavoro di Gluck a mettere in pratica le sue ambizioni di riforma dell'opera seria. Si è molto discusso del ruolo reciproco di musicista e librettista nella genesi della riforma stessa e Ranieri de' Calzabigi medesimo ebbe già modo di rilevare, a proposito della sua collaborazione con il compositore tedesco, che, se Gluck era il creatore della musica, non l'aveva creata però dal nulla, ma sulla base della materia prima che lui stesso gli aveva fornito, e che quindi li si doveva considerare compartecipi dell'onore della creazione dell'opera nel suo complesso. Lo stesso Gluck, in una lettera al Mercure de France del 1775 non ebbe difficoltà a riconoscere una qualche posizione di primato del Calzabigi nella gestazione della riforma: "Mi dovrei ancor più rimproverare se acconsentissi nel lasciarmi attribuire [l'iniziativa] del nuovo genere d'opera italiana, il cui successo giustifica l'averla tentata; è al Sig. Calzabigi che va il merito principale ...". In effetti, secondo il racconto più tardi fatto, sempre sul Mercure de France del 1784, dal poeta livornese, il libretto dell'Orfeo era già pronto ed era già stato recitato al Conte Durazzo verso il 1761, prima che questi coinvolgesse Gluck nell'impresa della composizione della nuova opera. D'altro canto, secondo Hutchings, era principalmente "la vecchia forma del libretto" metastasiano l'ostacolo intrinseco per i tentativi di dare continuità e maggior realismo all'azione drammatica, ed era quindi una nuova forma di scrittura il primo requisito per cercare nuove strade.
Nell'Orfeo, le grandi arie virtuosistiche con il da capo (e comunque le arie chiuse, in un certo senso, autosufficienti), destinate a rappresentare sentimenti e momenti topici, da un lato, e, dall'altro, gli interminabili recitativi secchi, utilizzati per illustrare l'effettivo svolgersi degli avvenimenti drammatici, lasciano strada a pezzi di più breve durata strettamente legati l'un l'altro a formare strutture musicali più ampie: i recitativi, sempre accompagnati, si allargano naturalmente nelle arie, per le quali Calzabigi introduce sia la forma strofica (come in "Chiamo il mio ben così", dell'atto primo, dove ognuna delle tre sestine di versi non ripetuti che compongono l'aria, è alternato con brani di recitativo, il quale è pure chiamato a concludere il pezzo nel suo insieme) sia il rondò (come in "Che farò senza Euridice?", il brano più famoso dell'opera, nel terzo atto, in cui la strofa principale viene ripetuta tre volte). In conclusione, vengono infrante e superate le vecchie convenzioni dell'opera seria italiana, con lo scopo di dare impeto drammatico all'azione, la quale viene anche semplificata, dal punto di vista della trama, con l'eliminazione della consueta pletora di personaggi minori e dei relativi intrecci secondari. Quanto alle connessioni con la tragédie lyrique francese, ed in particolare con le opere di Rameau, sullo stesso loro schema, anche l'Orfeo contiene un gran numero di danze espressive, un ampio utilizzo del coro e l'uso del recitativo accompagnato. Il coup de théâtre di aprire il dramma con un coro intento a piangere uno dei personaggi principali, già deceduto, è molto simile a quello realizzato all'inizio del Castor et Pollux di Rameau nel 1737. Ci sono anche elementi che non paiono rispettare alla lettera gli stilemi della riforma gluckiana: per esempio, la frizzante e gioiosa ouverture non anticipa minimamente la successiva azione del dramma. La parte di Orfeo richiede un esecutore particolarmente dotato, che eviti ad esempio di far diventare monotona l'aria strofica "Chiamo il mio ben così" e che sia in grado di informare di significato tragico sia essa sia la successiva "Che farò senza Euridice?", entrambe le quali si basano su armonie che non sono naturalmente lacrimevoli. In effetti, nella prefazione all'ultima delle sue opere riformate italiane, Paride ed Elena (1770), Gluck avrebbe ammonito: basta poco «perché la mia aria nell'Orfeo, "Che farò senza Euridice", mutando solo qualche cosa nella maniera dell'espressione diventi un saltarello di burattini. Una nota più o meno tenuta, un rinforzo trascurato di tempo o di voce, un'appoggiatura fuor di luogo, un trillo, un passaggio, una volata può rovinare tutta una scena in un'opera simile ...».
La riforma gluckiana, iniziata con l'Orfeo ed Euridice, ha avuto una significativa influenza lungo tutto il corso successivo della storia dell'opera, da Mozart a Wagner, attraverso Weber, con l'idea wagneriana del Gesamtkunstwerk (opera d'arte totale) particolarmente debitrice nei confronti di Gluck. L'opera seria vecchio stile ed il dominio dei cantanti orientati alla coloratura venne ad essere sempre meno popolare dopo il successo delle opere di Gluck nel loro insieme e dell'Orfeo in particolare. In essa, l'orchestra presenta un carattere preponderante nei confronti del canto, assai più di quanto non fosse mai avvenuto nelle opere precedenti: si pensi soprattutto all'arioso del protagonista, "Che puro ciel", dove la voce è relegata al ruolo comparativamente minore della declamazione in stile recitativo, mentre è l'oboe a portare avanti la melodia principale, sostenuto dagli assolo del flauto, del violoncello, del fagotto e del corno, e con l'accompagnamento anche degli archi (che eseguono terzine) e del continuo, nel quadro della più complessa orchestrazione che Gluck avesse mai scritto.

## Storia delle rappresentazioni

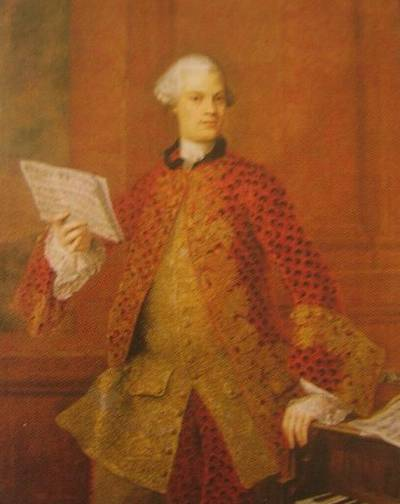
Gaetano Guadagni, il primo Orfeo.

L'opera fu data la prima volta a Vienna, nel Burgtheater, il 5 ottobre 1762, in occasione dell'onomastico dell'imperatore Francesco I, sotto la supervisione del direttore del teatro, il riformista conte Giacomo Durazzo. La coreografia fu curata da Gasparo Angiolini, e la scenografia da Giovanni Maria Quaglio, entrambi esponenti di punta dei rispettivi ambiti artistici. Primo Orfeo fu il famoso contralto castrato Gaetano Guadagni, rinomato soprattutto per la sua abilità di attore, maturata a Londra alla scuola shakespaeriana di David Garrick, e per le sue capacità nel canto di espressione, alieno dalle esteriorità e dagli stereotipi che caratterizzarono l'arte del canto nella seconda metà del '700. L'opera fu ripresa a Vienna l'anno successivo, ma poi non fu più eseguita fino al 1769, quando ebbe luogo la prima italiana a Parma, con la parte del protagonista trasposta per il soprano castrato Giuseppe Millico, un altro dei cantanti favoriti di Gluck. Per le rappresentazioni che si tennero a Londra nel 1770, fu invece Guadagni ad eseguire ancora la parte di Orfeo, ma ben poco della partitura originaria di Gluck sopravvisse in questa edizione, avendo Johann Christian Bach e Pietro Alessandro Guglielmi provveduto a gran parte della musica nuova. Il compito di far ascoltare ai londinesi un'edizione più ortodossa dell'Orfeo gluckiano, toccò quindi, di nuovo, a Millico, il quale eseguì, nel 1773, al King's Theatre, con scarso successo, la sua versione di Parma per soprano.
Il successo dell'edizione parigina del 1774, integralmente rimaneggiata ed ampliata da Gluck in conformità con gli usi dell'Opéra ed i gusti del pubblico francese, e con la parte del protagonista conseguentemente trasposta per haute-contre ed interpretata dal primo tenore dell'Académie Royale de Musique, Joseph Legros, fu clamoroso e «molti influenti personaggi dell'epoca, tra cui Jean-Jacques Rousseau, ebbero commenti lusinghieri da fare nei suoi confronti. La sua prima uscita in cartellone durò per 45 rappresentazioni ... Fu quindi ripresa per una ventina di stagioni con quasi trecento spettacoli, tra il 1774 e il 1833, [anche se, poi] poté annoverare l'effettivo trecentesimo allestimento da parte della compagnia [dell'Opéra di Parigi] solo il 31 luglio del 1939 presso il teatro antico di Orange». Durante la prima parte del XIX secolo, si misero particolarmente in luce per le loro interpretazioni di Orphée, i due Nourrit, padre (Louis) e figlio (Adolphe), che si succedettero nell'incarico di primo tenore dell'Académie Royale, dal 1812 al 1837.
Se l'edizione parigina godé dunque di una particolare fortuna in patria, quella di Vienna incontrò più difficoltà nel resto d'Europa, anche per la concorrenza esercitata dall'omonima opera di Ferdinando Bertoni, andata in scena a Venezia, nel 1776, sempre con Guadagni come protagonista, e scritta sullo stesso libretto di Ranieri de' Calzabigi. L'opera di Gluck fu comunque eseguita un po' in tutto il continente, senza interruzioni, nel corso dell'ultimo trentennio del '700, con anche una rappresentazione curata da Haydn ad Eszterháza nel 1776. Con il nuovo secolo le riprese si fecero però più sporadiche, anche se non si interruppero mai completamente: nel 1813, alla Scala, si ebbe probabilmente il primo caso di sostituzione del castrato con una cantante di sesso femminile, citata dalle cronache come "Demoiselle Fabre". Tale sostituzione sarebbe divenuta, di lì a pochissimi anni, la regola, in seguito all'estinzione dei castrati sui palcoscenici lirici. Nel 1854 Franz Liszt diresse l'opera a Weimar, componendo un suo proprio poema sinfonico in sostituzione dell'ouverture gluckiana originale.

Stagione lirica 1961-1962, Teatro alla Scala, Milano. Giulietta Simionato, a destra, ed Elena Mazzoni in Orfeo ed Euridice.

Nel 1859 fu invece Hector Berlioz a cercare di attualizzare, per il Théâtre Lyrique di Parigi, la versione francese dell'opera, facendola in parte riorchestrare, introducendo alcune modifiche e soprattutto trasponendo per mezzosoprano la scrittura per haute-contre del ruolo di Orfeo, divenuta ormai troppo difficoltosa per il nuovo stile realistico di canto dei tenori romantici. L'operazione fu concepita e realizzata grazie alla disponibilità sulle scene parigine della grande cantante Pauline Viardot, ultimo rampollo in attività della gloriosa dinastia canora dei García.
Di norma, a partire dagli anni '20 dell'800 e per gran parte del '900, il ruolo di Orfeo fu quindi interpretato da cantanti donne, contralti tipici, come Guerrina Fabbri, Marie Delna, Fanny Anitúa, Gabriella Besanzoni o le britanniche Clara Butt e Kathleen Ferrier, o mezzo-soprani, come Giulietta Simionato, Shirley Verrett, Marilyn Horne e Janet Baker. La pratica, del tutto inusitata nei secoli precedenti, dell'impiego di controtenori nelle parti originariamente scritte per castrati, e quindi anche in quella di Orfeo, data solo a partire dalla metà del XX secolo. All'occasione (soprattutto in area tedesca), il ruolo di Orfeo è stato anche trasposto per baritono, di solito abbassando di un'ottava la versione di Vienna o quella pubblicata da Dörffel (cfr. infra): Dietrich Fischer-Dieskau e Hermann Prey sono due baritoni di vaglia che hanno eseguito la parte in Germania (Fischer-Dieskau ne ha anche lasciato ben tre registrazione discografiche complete, Prey solo una parziale). Tra i direttori, Arturo Toscanini si distinse per le sue riproposizioni dell'opera nella prima metà del XX secolo: la trasmissione radiofonica del secondo atto è stata alla fine anche riversata due volte in disco, sia in vinile che in CD.
Carattere sostanzialmente del tutto occasionale ha avuto infine, almeno inizialmente, l'accostamento alla versione parigina dell'opera, da parte della leva di tenori acutissimi che, a partire dall'ultimo ventennio del '900, ha invece consentito la rifioritura di tanta parte del repertorio rossiniano per tenore contraltino. Si ricorda solo qualche sporadica esecuzione: a puro titolo di esempio, William Matteuzzi a Lucca, nel 1984 (spettacolo in forma di concerto nel suggestivo cortile della Villa Guinigi), Rockwell Blake a Bordeaux, nel 1997, Maxim Mironov a Tolone nel 2007, o, infine, Juan Diego Flórez, al Teatro Real di Madrid nel 2008 (edizione questa che è stata anche riversata in un'incisione discografica completa).
Una certa inversione di tendenza si è però verificata verso la fine del secondo decennio del nuovo secolo con due importanti produzioni, l'una europea, l'altra per due terzi americana, accomunate dall'ambizione di dare il giusto rilievo alle parti danzate. La prima è stata realizzata dalla Royal Opera House di Londra nella stagione d'autunno 2015-2016, per l'interpretazione dello stesso Florez (con il tenore americano Michele Angelini come sostituto), la direzione di John Eliot Gardiner (alla guida degli English Baroque Soloists e del Monteverdi Choir) e con coreografia e danze affidate all'artista israeliano Hofesh Shechter e alla sua compagnia. Alcuni giorni dopo, Angelini ha interpretato lo spettacolo, dato però solo in forma di concerto, alla Laeiszhalle di Amburgo e all'Opéra Royal di Versailles. Lo stesso allestimento, su suggerimento di Florez, è stato poi portato con successo anche sul palcoscenico della Scala alla fine di febbraio 2018, per la direzione di Michele Mariotti, ed anche riversato su DVD/Blu-ray.
La seconda produzione è nata dalla collaborazione tra la Lyric Opera of Chicago, la Los Angeles Opera e l'Opera di Amburgo ed è stata ideata dal coreografo John Neumeier, responsabile anche della regia e del design, usufruendo della compagnia del Joffrey Ballet per quanto riguarda gli interventi di danza. La produzione ha visto materialmente la luce a Chicago nel 2017 con il tenore russo Dmitrij Korčak (Dmitry Korchack nella traslitterazione anglosassone) nei panni del protagonista, ed è poi passata a Los Angeles nel marzo del 2018 con il già citato Maxim Mironov. Nel febbraio del 2019 la produzione ha varcato l'oceano approdando alla Staatsoper di Amburgo (e poi nel settembre alla Festspielhaus di Baden Baden), di nuovo con Korčak e Mironov nei panni protagonistici maschili. L'allestimento di Chicago è stato anch'esso riversato su DVD/Blu-day.
Nel 2022, infine, una produzione del tutto nuova, per la bacchetta di Daniele Gatti e con Juan Francisco Gatell nei panni del protagonista, è stata scelta per l'inaugurazione dell'84º Festival del Maggio Musicale Fiorentino; la regia era affidata a Pierre Audi e la coreografia a Arno Schuitemaker.

## Le successiveversionidell'opera
Elvio Giudici ha avuto modo di affermare nel suo lavoro sulla discografia operistica: "I rifacimenti, le revisioni e le contaminazioni subite dall'Orfeo ed Euridice (una delle poche opere del Settecento a essere stata regolarmente eseguita nei duecento anni che la separano da noi) sono tra i più complessi e numerosi di tutta la storia del teatro lirico". Per tale ragione appare necessario descrivere e mettere in rilievo almeno le principali versioni che si sono storicamente affermate, anche se poi le esecuzioni effettivamente andate in scena nei teatri o riprodotte sui dischi, ben di rado si sono rigidamente attenute all'una od all'altra di tali versioni, ma hanno invece attinto parzialmente a più di una, dando luogo anche a dei veri e propri miscugli, patchwork li definisce Giudici, in un certo senso paragonabili, si potrebbe aggiungere, al genere cosiddetto del pasticcio, che andò per la maggiore in tutta l'epoca barocca e fino alla fine del '700 (ed anche oltre). Le versioni storicamente più significative sono sostanzialmente sei, di cui quattro derivanti da effettive messe in scena teatrali, e due da edizioni a stampa, poi largamente utilizzate dai teatri di tutto il mondo.
1. Versione originale di Vienna (1762)
La versione originaria di Vienna, in italiano, con la parte del protagonista maschile scritta per contralto castrato, fu pubblicata (molto tempestivamente, per le abitudini dell'opera italiana di allora) a Parigi, nel 1764, ed un'edizione critica è disponibile fin dal 1963 a cura di Anna Amalie Abert e Ludwig Finscher.
2. Versione di Parma (1769)
La versione in un atto andata in scena a Parma nel 1769, ancora ovviamente in italiano, con il ruolo del protagonista trasposto per soprano e sotto la direzione dello stesso compositore, non risulta essere stata pubblicata a stampa e non è mai stata rappresentata in epoca moderna fino al 13 novembre 2014, quando è stata finalmente ripresa al festival Tagen Alter Musik di Herne, con un controtenore nel ruolo del titolo.
3. Versione di Parigi (1774)

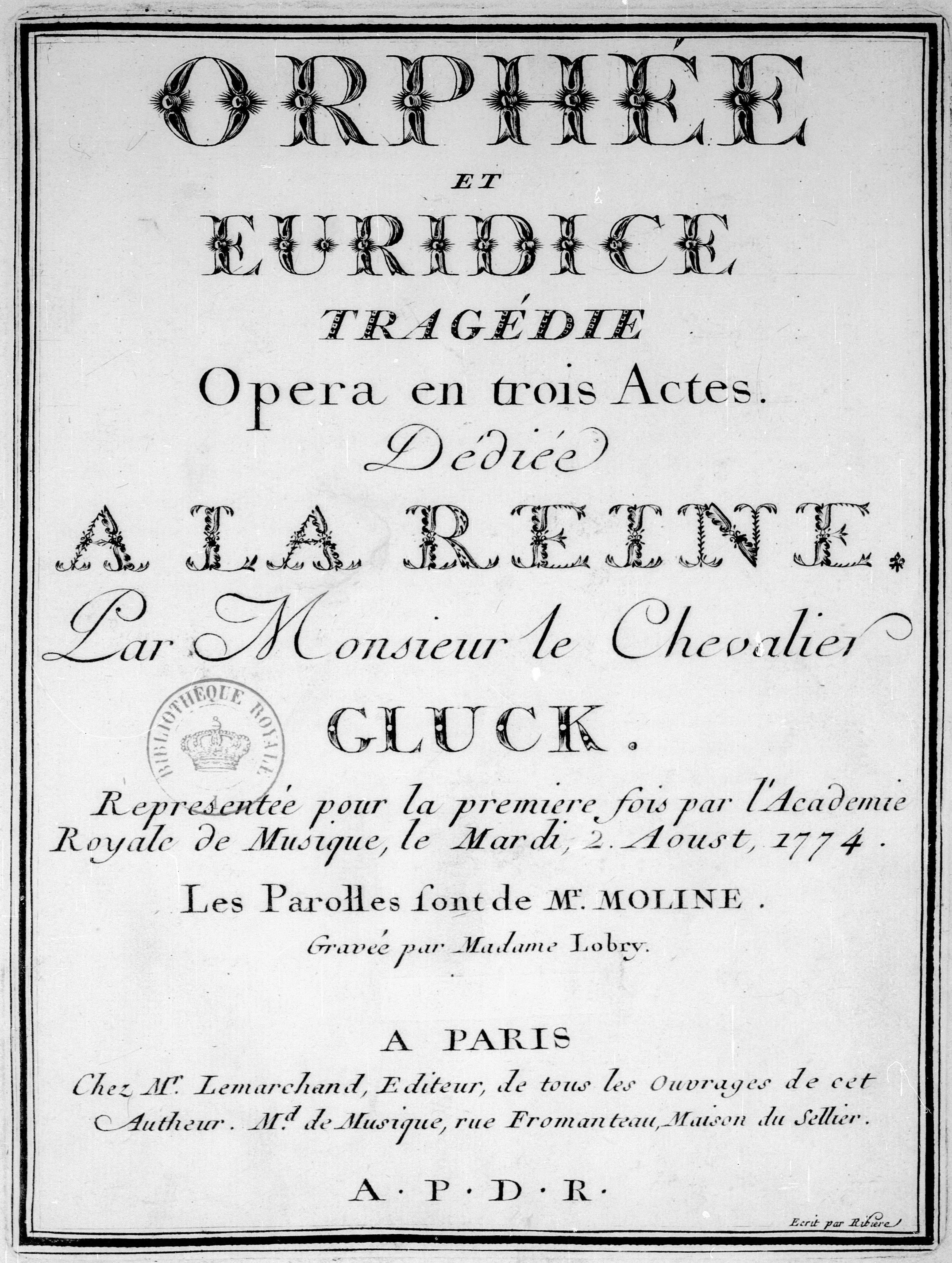
Frontespizio della partitura della versione francese del 1774, come pubblicata da Lemarchand

Per la versione parigina del 1774, intitolata Orphée et Euridice, Gluck operò una generale revisione della partitura per adeguarla alle diverse esigenze del mondo musicale francese ed in particolare a quelle dell'Académie Royale de Musique. Il libretto di Calzabigi venne tradotto in francese ed ampliato da Pierre-Louis Moline, furono allargate e riscritte intere sezioni dell'opera, il ruolo del protagonista fu trasposto per tenore acuto o haute-contre (come veniva allora definita in Francia la specifica tipologia tenorile utilizzata, da circa un secolo, per le parti di amatore/eroe che l'opera italiana assegnava ai castrati, o alle donne in travesti), ulteriori sequenze di balletto furono aggiunte alla maniera francese. Questa versione fu pubblicata immediatamente a Parigi, nel 1774, ed ha avuto anche un'edizione moderna, a cura di Finscher, nel 1967.
4. Versione Berlioz (Parigi, 1859)
Nel 1859, il compositore Hector Berlioz riadattò la versione parigina in francese, suddividendola in quattro atti, con la parte del protagonista ritrasposta per mezzosoprano/contralto. In questo suo riadattamento, Berlioz tenne anche presente lo schema chiave della versione viennese del 1762, facendo riferimento ad esso tutte le volte che lo riteneva superiore, vuoi in termini musicali, vuoi dal punto di vista del dramma, a quello parigino. Egli modificò anche l'orchestrazione allo scopo di trarre vantaggio dagli sviluppi tecnici degli strumenti musicali, che si erano nel frattempo verificati. All'epoca di Berlioz, la parte di Orfeo veniva ormai eseguita o da un contralto donna o da un tenore, dato che i castrati erano definitivamente scomparsi dai palcoscenici da oltre trent'anni. La revisione di Berlioz, che recava il titolo di Orphée, fu immediatamente pubblicata a Parigi nella versione per canto e pianoforte, ma poi le condizioni di salute impedirono al grande musicista francese di curare personalmente la pubblicazione dell'intera partitura.
5. Versione (a stampa) Dörffel (Lipsia, 1866)
Il compito di procedere alla pubblicazione fu assunto dal musicologo Alfred Dörffel (1821–1905), e Berlioz fu in grado di rivedere le bozze. La cosiddetta versione Dörffel vide la luce nel 1866 ed "è basata sulla versione Berlioz ma con la strumentazione e le danze della stesura del 1774", ed è anche restituita alla struttura originaria in tre atti.
6. Versione (a stampa) Ricordi (Milano, 1889)
Nel 1889, infine, un'edizione, pubblicata dalla Casa Ricordi, partendo dalla versione Berlioz e conservando la scrittura per il registro di mezzo-soprano/contralto, scelse di utilizzare elementi sia della versione viennese originaria sia di quella parigina (reincorporando anche musica trascurata da Berlioz), e tornò, per il libretto, al testo originario di Calzabigi, integrato con nuove traduzioni per le aggiunte provenienti dalla versione francese. Quest'edizione è andata per la maggiore, per oltre un sessantennio.

## Orchestrazione
Gluck eseguì una serie di cambiamenti nell'orchestrazione dell'Orfeo, allorché si trovò, nel 1774, ad adattare ai complessi dell'Académie Royale de Musique la partitura viennese originaria. Cornetti e salmoè furono rimpiazzati da più moderni ed usuali oboe e clarinetti, mentre calò considerabilmente la parte riservata ai tromboni, forse per mancanza di capacità tecniche da parte degli esecutori francesi. I cornetti erano strumenti tipicamente utilizzati per la musica sacra, mentre i salmoè avevano largo uso solo in quella da camera: tutte e due le tipologie di strumenti erano inusuali nella Francia del 1774.. Sotto certi punti di vista, il passaggio dal salmoè all'oboe corrisponde al mutamento da castrato a tenore acuto: né i castrati né i salmoè erano destinati a sopravvivere a lungo.
In ambe le edizioni, italiana e francese dell'opera, la lira di Orfeo è rappresentata dall'arpa, cosa che si ritiene costituisca il primo esempio di introduzione di questo strumento nelle orchestre francesi. Ogni verso dell'aria strofica "Chiamo il mio ben così" viene accompagnata da un diverso strumento solista: a Vienna si trattava di flauto, corni e corni inglesi, ma nel 1774 Gluck fu costretto a passare ad un singolo corno e a due clarinetti, anche in questo capo in parte rimpiazzando strumenti inusuali con altri di più largo utilizzo. Durante l'aria "Chiamo il mio ben così" ed i recitativi ad essa inframmezzati, Gluck previde una seconda orchestra, composta di archi e salmoè, dietro il palcoscenico, allo scopo di creare un effetto di eco.
Per i diversi organici orchestrali previsti nelle varie edizioni, vedi la voce Versioni storiche di Orfeo ed Euridice.

## Registrazioni

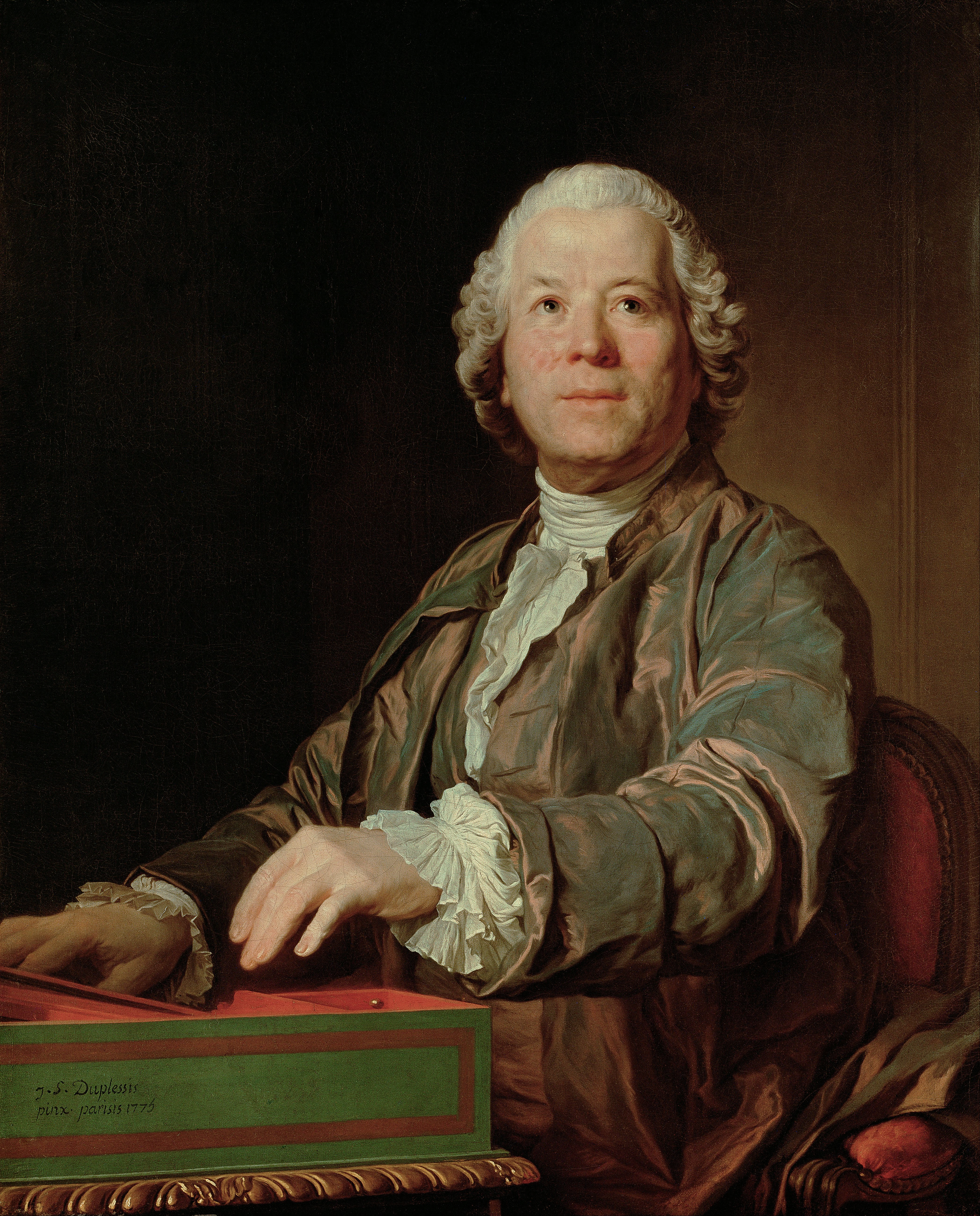
C. W. Gluck
di Joseph-Sifrède Duplessis (olio su tela, Vienna, 1775)

Premesso che la versione per soprano non risulta essere mai stata eseguita in epoca moderna (né, quindi, mai registrata), e che per l'edizione francese per haute-contre occorre fare un discorso particolare, si può comunque rilevare che l'industria discografica ha dedicato all'Orfeo ed Euridice di Gluck un'attenzione insolita per un'opera settecentesca, sia riproponendo registrazioni dal vivo, più o meno di fortuna, sia producendone di specifiche in studio. Le edizioni di gran parte del XX secolo, si riferiscono a versioni miste, quasi sempre in italiano e, inizialmente, affidate al timbro femminile del mezzosoprano o, quando fosse disponibile, del contralto. A quest'ultima categoria appartiene la voce di Kathleen Ferrier, unanimemente lodata per la sua adesione al personaggio. Elvio Giudici ha potuto scrivere, in relazione all'incisione Decca incompleta del 1947, che le altre cantanti "chi più, chi meno, tutte cantano Orfeo e la sua malinconia: mentre la Ferrier semplicemente lo è. Basta sentire l'attacco di «Che puro ciel» ... C'è tutta una civiltà musicale, dietro questo canto: e noi siamo fortunati - ad onta di un'orchestra e di comprimari invero mediocri - nel poterlo ancora ascoltare ...".
Gli anni '50 e '60 furono comunque dominati dalle versioni ibride e dalle interpretazioni teutoniche e tardo ottocentesche di grandi direttori come Wilhelm Furtwängler, Ferenc Fricsay o Herbert von Karajan, i quali si rivolsero, coerentemente, ad interpreti del grande repertorio, come Fedora Barbieri (o anche Giulietta Simionato) o addirittura trasposero per baritono la parte, insofferenti del gusto barocco per la stilizzazione ed il travesti. Il culmine delle versioni patchwork fu raggiunto con la registrazione di Georg Solti del 1969, peraltro su un lavoro di collazione preparato da Charles Mackerras, in cui l'intreccio tra le varie edizioni storiche viene definito da Giudici come "un puzzle quasi inestricabile". La registrazione è comunque memorabile per "il taglio fastoso e animato della ... esecuzione di gusto ottocentesco", realizzata da Solti, e per "il rilievo assunto dall'Orfeo [di Marilyn Horne], inattaccabile sul piano della statura tecnica e iperbolisticamente virtuosistico nelle agilità dell'aria di Bertoni", Addio, addio, o miei sospiri. Prima della Horne, aveva inciso l'opera in studio, senza tale aria, anche Shirley Verrett, avvalendosi di complessi e direttore (Renato Fasano) italiani, ricorrendo per la prima volta alla stereofonia, e realizzando quella che Giudici ritiene la migliore delle incisioni non filologiche, e che Rossi definisce "una stupenda incarnazione interpretativa".
Intanto, nel 1963, era stata pubblicata l'edizione critica della partitura viennese, e, a partire dall'incisione effettuata nel 1966 da Václav Neumann ed interpretata da Grace Bumbry, tale versione ha cominciato ad affacciarsi come quella predominante ed ha finora trovato il suo culmine nella registrazione con strumenti originali, realizzata nel 1991 da John Eliot Gardiner, con entusiastici apprezzamenti da parte della critica. Tale registrazione vedeva il ruolo del protagonista affidato alla voce di un controtenore, Derek Lee Ragin, secondo una prassi esecutiva, questa non certo filologica, iniziata discograficamente dieci anni prima da Sigiswald Kuijken con René Jacobs (prima registrazione con strumenti originali).
Per quanto riguarda la versione parigina, essa è stata oggetto di minori e più saltuarie attenzioni, in genere almeno in parte collegate con la presenza sul mercato di tenori in grado di sostenere le tessiture acutissime previste dalla parte. Dopo alcune incisioni negli anni '50, di cui una addirittura in russo riservata alle doti fenomenali di Ivan Kozlovskij, si è registrato un ritorno di fiamma nel corso dei due primi decenni del XXI secolo, con almeno sette registrazioni, culminate in quella audio realizzata nel 2010 da Juan Diego Flórez, e nel riversamento su DVD/Blu-ray delle due produzioni internazionali già in precedenza descritte.

## Personaggi ed interpreti delleversionistoriche
| personaggio                       | tipologia vocale                                                                          | interpreti della prima assoluta Vienna, 5 ottobre 1762 | interpreti della prima italiana (versione riveduta) Parma, 24 agosto 1769 | interpreti della nuova versione francese Parigi, 2 agosto 1774 | interpreti dell'edizione Berlioz Parigi, 19 novembre 1859 |
| --------------------------------- | ----------------------------------------------------------------------------------------- | ------------------------------------------------------ | ------------------------------------------------------------------------- | -------------------------------------------------------------- | --------------------------------------------------------- |
| Orfeo (Orphée)                    | contralto castrato (1762) soprano castrato (1769) haute-contre (1774) mezzosoprano (1859) | Gaetano Guadagni                                       | Giuseppe Millico                                                          | Joseph Legros                                                  | Pauline Viardot                                           |
| Euridice (Euridice, poi Eurydice) | soprano                                                                                   | Marianna Bianchi Tozzi                                 | Maria Antonia Girelli-Aguilar                                             | Sophie Arnould                                                 | Marie Constance Sass                                      |
| Amore (Amour)                     | soprano (in travesti)                                                                     | Lucia Clavereau                                        | Felicita Suardi                                                           | Rosalie Levasseur                                              | Marie Marimon                                             |
| ombra beata (ombre hereuse)       | soprano                                                                                   | (non presente)                                         | (non presente)                                                            | (non presente)                                                 | M.lle Moreau                                              |

## Soggetto

Orfeo (½ soprano)
figurino di Alfredo Edel
per Orfeo in quattro atti (1889)
Archivio Storico Ricordi

L'articolazione degli atti e delle scene è conforme al libretto originario di Ranieri de' Calzabigi.

### Antefatto
Orfeo era uno dei personaggi principi del mito greco: eroe, cantore e musico, "La sua arte era tanto raffinata ... da ammansire gli animali selvatici e da muovere e farsi seguire dai sassi. Si racconta addirittura che a Zone, in Tracia, alcune querce si disposero secondo lo schema di una delle sue danze e che sia tuttora possibile vederle in quest'ordine". Orfeo partecipò all'impresa degli Argonauti per la conquista del vello d'oro e, al suo ritorno in Grecia, si innamorò follemente della ninfa (mortale) Euridice, e ne fece la sua sposa, stabilendosi con lei in Tracia presso il selvaggio popolo dei Ciconi. Qui, nella valle del fiume Peneo, un brutto giorno, Euridice, per sottrarsi ad un tentativo di stupro da parte di Aristeo, altro poeta-cantore, anch'egli figlio (come, secondo alcune fonti, lo stesso Orfeo) di Apollo, si diede alla fuga tra i campi e fu morsa mortalmente da un serpente velenoso. "È noto Orfeo, - scrive Calzabigi nell'Argomento del suo libretto - e celebre il suo lungo dolore nell'immatura morte della sua sposa Euridice. Morì ella nella Tracia; io per comodo dell'unità del luogo la suppongo morta nella Campagna [sic!] felice presso al lago d'Averno", dove gli antichi poeti volevano uno degli accessi all'oltretomba. "Per adattar la favola alle nostre scene - conclude Calzabigi, quasi a giustificarsi del lieto fine - ho dovuto cambiar la catastrofe".

### Atto primo

#### Scena prima
Orfeo/Orphée e coro di pastori e di ninfe.
Un coro di ninfe e pastori si unisce ad Orfeo intorno alla tomba di Euridice, sua moglie, ed intona un solenne lamento funebre, mentre Orfeo non riesce se non ad invocare il nome di Euridice (coro e Orfeo: “Ah, se intorno”/“Ah! Dans ce bois”). Rimasto solo, Orfeo canta la sua disperazione nell'aria "Chiamo il mio ben"/“Objet de mon amour”, composta da tre strofe di sei versi, inframmezzate da recitativi pieni di pathos.

#### Scena seconda
Amore/l'Amour e detto.
Amore/L'Amour appare a questo punto in scena e comunica ad Orfeo che gli dèi, impietositi, gli concedono di discendere agli inferi per tentar di riportare la moglie con sé, alla vita, ponendogli, come unica condizione, che lui non le rivolga lo sguardo finché non saranno ritornati in questo mondo (1774 soltanto, aria di Amour: “Si les doux accords”). Come forma di incoraggiamento, Amore rappresenta ad Orfeo che la sua sofferenza sarà di breve durata e lo invita intanto a farsi forza nell'aria "Gli sguardi trattieni"/“Soumis au silence”. Orfeo decide di affrontare il cimento e, soltanto nell'edizione del 1774, si esibisce, a chiusura dell'atto, in un'aria di bravura all'italiana ("L'espoir renaît dans mon âme"), che Gluck aveva già utilizzato in due precedenti lavori, Il Parnaso confuso (1765), e l'atto di "Aristeo" ne Le feste d'Apollo (1769). L'aria, la cui paternità è contesa con il musicista italiano coevo, Ferdinando Bertoni, fu poi notevolmente rimaneggiata da Camille Saint-Saëns e Pauline Viardot per l'edizione Berlioz del 1859, e fu infine tradotta in italiano ("Addio, addio, miei sospiri") nella versione a stampa della Ricordi, del 1889.

### Atto secondo

#### Scena prima
Coro di furie e spettri nell'Inferno e Orfeo/Orphée.
In un oscuro panorama di caverne rocciose, mostri e spettri dell'al di là rifiutano inizialmente di ammettere Orfeo, in quanto persona vivente, nel mondo degli inferi, invocando contro di lui "le fiere Eumenidi" e "gli urli di Cerbero", il mostruoso guardiano canino dell'Ade (coro: “Chi mai dell'Erebo”/“Quel est l'audacieux”). Quando Orfeo, accompagnandosi con la sua lira (orchestralmente resa con un'arpa), si appella alla pietà delle entità abitatrici degli inferi, definite "furie, larve, ombre sdegnose" (aria: "Deh placatevi con me"/“Laissez-vous toucher”), egli viene dapprima interrotto da orrende grida di "No!"/“Non!” da parte loro, ma, poi, gradualmente intenerite dalla dolcezza del suo canto (arie: "Mille pene"/“Ah! La flamme” e "Men tiranne"/“La tendresse”), esse gli dischiudono i "neri cardini" delle porte dell'Ade (coro: “Ah, quale incognito”/“Quels chants doux”). Nella versione del 1774, la scena si chiude in una "Danza delle furie" (n. 28).

#### Scena seconda
Coro di eroi ed eroine negli Elisi,"une ombre hereuse" (ombra beata o Euridice) solo nelle edizioni francesi, poi Orfeo/Orphée.
La seconda scena si svolge nei Campi Elisi. Il breve balletto del 1762 divenne la più elaborata "Danza degli spiriti beati", in quattro movimenti, con una preminente parte per flauto, nel 1774, alla quale, sempre con riferimento limitato all'edizione parigina, faceva seguito un'aria solistica per soprano (“Cet asile”), poi ripetuta dal coro, celebrante la beatitudine dei Campi Elisi, ed eseguita o da un'anima beata senza nome, une ombre hereuse, o, più comunemente, da Euridice (o comunque dalla cantante che interpreta questo personaggio). Orfeo arriva quindi in scena ed è estasiato dalla bellezza e dalla purezza del luogo (arioso: "Che puro ciel"/“Quel nouveau ciel”), ma non riesce a trovare sollievo nel paesaggio perché Euridice non è ancora con lui ed implora quindi gli spiriti beati di condurgliela, cosa che essi fanno con un canto di estrema dolcezza (Coro: “Torna, o bella”/“Près du tendre objet”).

### Atto terzo

#### Scena prima
Orfeo/Orphée e Euridice/Eurydice.
Sulla strada di uscita dagli inferi, Euridice si mostra dapprima entusiasta del suo ritorno alla vita, ma poi non riesce a comprendere l'atteggiamento del marito che rifiuta di abbracciarla ed anche solo di guardarla negli occhi, e, dato che a lui non è permesso rivelarle le condizioni impostegli dagli dei, comincia a rimproverarlo e a dargli del traditore (duetto: “Vieni, appaga il tuo consorte”/“Viens, suis un époux”). Visto che Orfeo insiste nel suo atteggiamento di ritrosia e di reticenza, Euridice interpreta ciò come un segno di mancanza d'amore e rifiuta di andare avanti esprimendo l'angoscia che l'ha invasa nell'aria "Che fiero momento"/“Fortune ennemie” (nell'edizione parigina, fu inserito un breve duetto prima della ripresa). Incapace di resistere oltre, Orfeo si volta a guardare la moglie e ne provoca così di nuovo la morte. Orfeo canta allora la sua disperazione nell'aria più famosa dell'opera, la struggente "Che farò senza Euridice?”/“J'ai perdu mon Euridice”, e decide, al termine, di darsi anch'egli la morte per riunirsi infine con lei nell'Ade.

#### Scena seconda
Amore/l'Amour e detti.
A questo punto, però, deus ex machina, Amore riappare, ferma il braccio dell'eroe e, in premio alla sua fedeltà, ridona, una seconda volta, la vita ad Euridice (solo nella versione del 1774, terzetto: “Tendre Amour”).

#### Scena terza ed ultima
Coro di seguaci di Orfeo/Orphée e detti.
L'ultima scena si svolge in un magnifico tempio destinato ad Amore, dove, dopo un balletto in quattro movimenti, i tre protagonisti e il coro cantano le lodi del sentimento amoroso e della fedeltà (“Trionfi Amore”). Nella versione parigina, il coro “L'Amour triomphe” precedeva il balletto, che concludeva l'opera, allargato con l'aggiunta, da parte di Gluck, di tre ulteriori movimenti.